# 45-та окрема артилерійська бригада (Україна)
45-та окрема артилерійська бригада імені генерала Мирона Тарнавського (45 ОАБр, в/ч А2943) — з'єднання ракетних військ та артилерії Сухопутних військ Збройних сил України чисельністю в бригаду. Дислокується у Яворівському районі Львівської області.
Бригада створена у 2016 році у складі Корпусу резерву, перебувала у статусі кадрованої. Після російського повномасштабного вторгнення 2022 року була відмобілізована, її частини брали участь у боях за Київ, Харківській та Херсонській контрнаступальних операціях.
Бригада носить ім'я Мирона Тарнавського — командира Легіону УСС та головнокомандувача УГА.

## Історія
12 травня 2016 року було прийнято рішення про створення 45-ї окремої артилерійської бригади в складі Корпусу резерву на підставі спільної директиви Міністерства оборони України та Генерального штабу Збройних Сил України.
Днем створення бригади є 1 серпня 2016 року — у цей день командир частини видав перший наказ.
8 серпня 2018 року низку офіцерів та військовослужбовців бригади покарали за насильство над бійцями та хабарництво. Звільнили із позбавленням звання заступника командира військової частини з тилу майора Р. Глудика, звільнили старшого водія комендантського взводу старшину С. Ліпяніна, догани отримали командир О. Терещук та заступник командира з виховної роботи О. Рогов, низка інших офіцерів.
У вересні 2019 року у ході навчань бригада провела розгортання за рахунок призваних резервістів та військовозобов'язаних. У навчаннях тоді взяли участь півтори тисячі військовослужбовців. Командир бригади Олег Файдюк у 2022 році сказав, що цей досвід в майбутньому дав можливість бригаді провести відмобілізування в рекордно короткі строки.

### Російське вторгнення 2022 року
Станом на 24 лютого 2022 року 45 ОАБр утримувалась по так званому кадрованому штату — 52 військовослужбовці (включаючи військовослужбовців строкової служби). У відповідь на повномасштабну збройну агресію Російської Федерації бригада 26 лютого 2022 року розпочала бойове розгортання. З 26 по 28 лютого бригаду повністю укомплектували особовим складом. До штату були зараховані тисячі мобілізованих, 90 % з яких — цивільні люди мирних професій, що в перші дні агресії добровільно з'явилися до центрів комплектування та безпосередньо в частину. Паралельно бригада отримувала техніку та озброєння.
З 4 березня 2022 року на оборону Києва встав 87-й протитанковий дивізіон бригади. Через декілька днів до них на Київському напрямку приєдналися 57-й та 62-й гаубичні дивізіони.

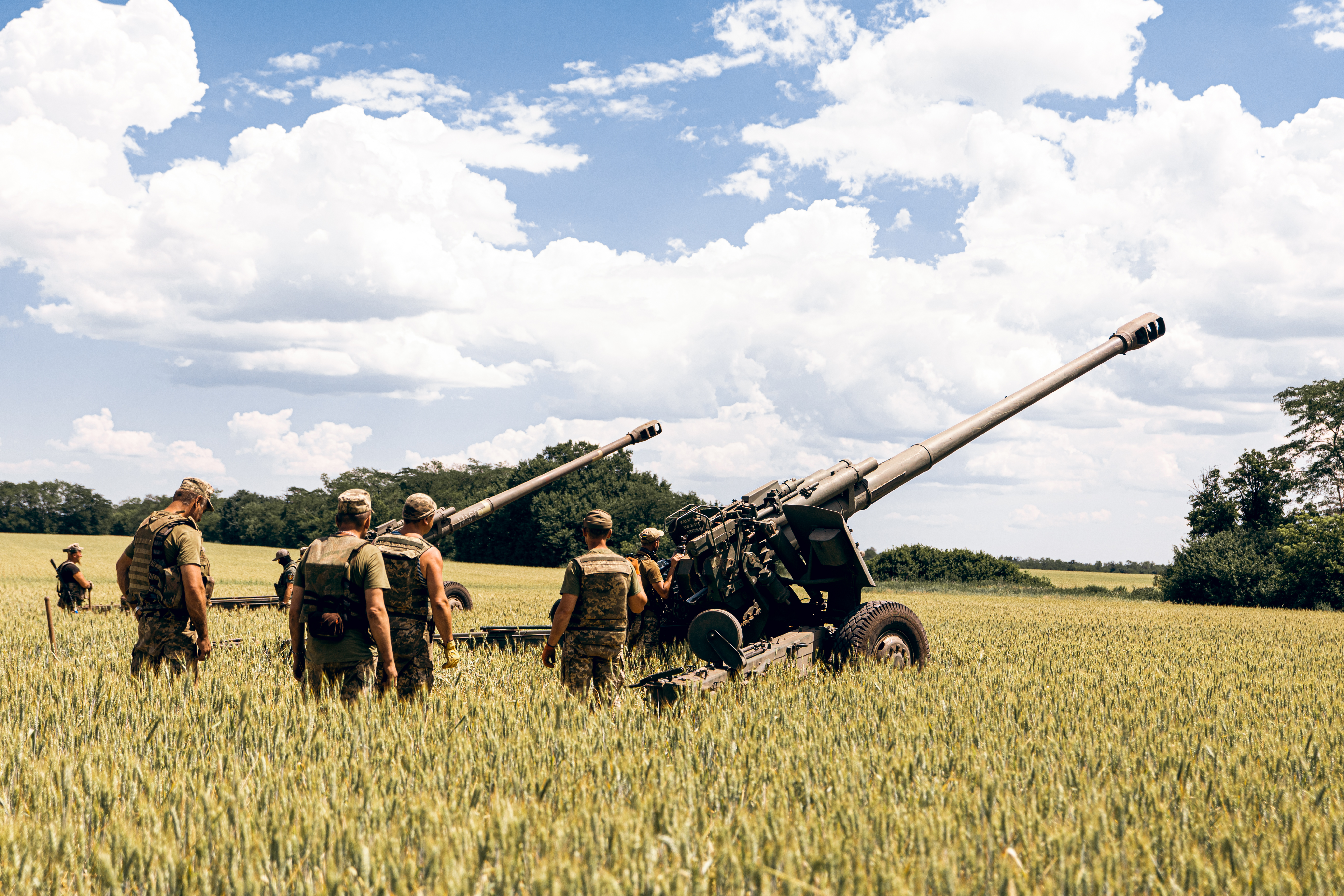
Мста-Б бригади. 2022 рік.

10 березня 2022 року 64-й гаубичний дивізіон бригади прибув до Кривого Рогу і вступив у бої.
11 березня 2022 року управління бригади, підрозділи забезпечення та 59-й гаубичний дивізіон прибули до Запоріжжя, де отримали зброю та боєприпаси і вступили в бій.
У ці дні із підрозділів бригади сформовано 411-й зведений стрілецький батальйон, який зайняв оборону у Донецькій області.

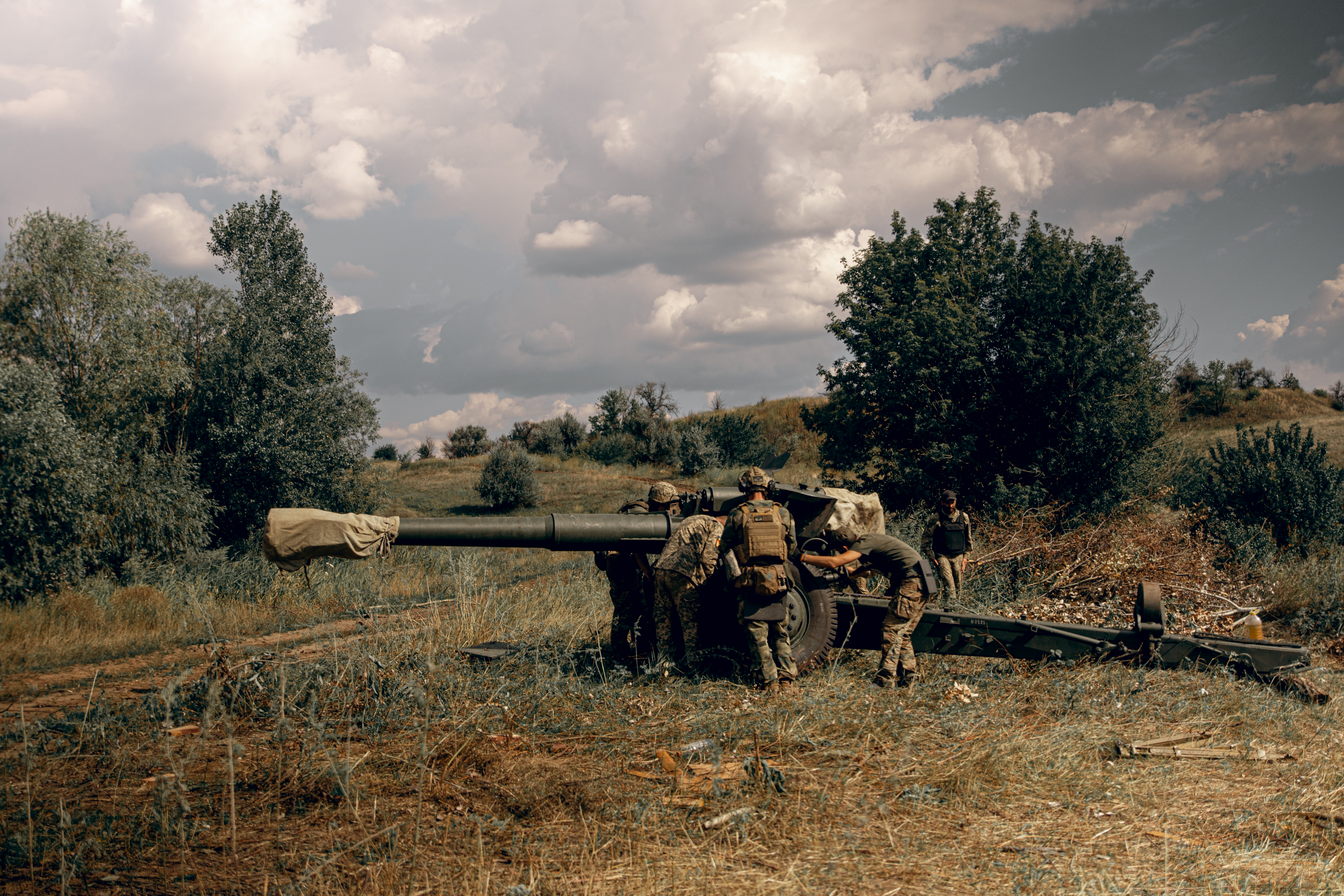
Д-20 бригади. 2022 рік.

Частини бригади вели бої також у Дніпропетровській, Луганській областях.
Підрозділи бригади брали участь у Харківській наступальній операції та операції по звільненню Херсонщини та Миколаївщини.
6 грудня 2022 року, на День ЗСУ, бригада отримала бойовий прапор із рук президента України Володимира Зеленського.
На лютий 2023 року деякі підрозділи бригади працювали на Бахмутському напрямку, зокрема виконували завдання з оборони Соледару.
У листопаді 2023 року бригада отримала шведські САУ Archer.
1 жовтня 2024 року бригаді присвоєно почесне найменування «імені генерала Мирона Тарнавського».

## Озброєння
До російського вторгнення 2022 року бригада була озброєна причіпними 152-мм гаубицями Д-20, «Мста-Б» і 152-мм гарматами «Гіацинт-Б».
Зі зростанням дефіциту боєприпасів та погіршенням технічного стану радянську техніку замінили на передані в рамках МТД 155-мм гаубиці FH70 та M777. У листопаді 2023 року бригада отримала шведські САУ Archer.

## Структура

### 2022
- Управління
- 57-й гаубичний дивізіон[2]
- 59-й гаубичний дивізіон[2]
- 62-й гаубичний дивізіон[2]
- 64-й гаубичний дивізіон[2]
- 87-й протитанковий дивізіон бригади[2]
- 411-й зведений стрілецький батальйон[2]

## Командування
- 2016—2020: полковник Терещук О. М.[3]
- з 2021: полковник Файдюк Олег Олександрович[11]

## Втрати
- 22 листопада 2022 — Павлюк Андрій Васильович, старший лейтенант.
- 1 грудня 2022 — Міщенко Сергій Олексійович, молодший сержант. Герой України (2022, посмертно).[12][13]
- 30 квітня 2024 — Вуянко Марко Зеновійович. Молодший сержант. 26 серпня 1991, м. Івано-Франківськ.
- 17 серпня 2024 - Анатолій Костюк, 49 років. Головний сержант. Помер у м. Дніпро Дніпропетровської області[14].

## Традиції
6 грудня 2022 року, на День ЗСУ, бригада отримала бойовий прапор із рук президента України Володимира Зеленського.
Указом Президента України від 30 вересня 2024 року № 671/2024 з метою відновлення історичних традицій національного війська щодо назв військових частин, зважаючи на зразкове виконання покладених завдань під час захисту територіальної цілісності та незалежності України, 45 окремій артилерійській бригаді Сухопутних військ Збройних Сил України присвоєно почесне найменування «імені генерала Мирона Тарнавського».

### Символіка
Емблема бригади має навскісно розділений щит, в одній з частин якого на чорному полі зображено золоту гармату, а в іншій — на червоному — золотий коронований лев, фігура якого є історичним гербом Львівської області.

## Вшанування

### Нагороджені
Найвищими державними нагородами відзначені:
- Міщенко Сергій Олексійович — молодший сержант. Герой України (2022, посмертно).
- Віталій Сирляк — старший сержант, повний кавалер ордена «За мужність» (2024).[20][21][22]
- Файдюк Олег Олександрович — полковник, командир бригади. Повний лицар ордена Богдана Хмельницького (2024).[23]